# Armorial des familles basques (X - Z)
Cet article décrit l'armorial des familles basques par ordre alphabétique et concerne les familles dont les noms commencent par les lettres « X » successivement jusqu’à « Z ».

## Y
Famille Yñigo (Navarre) :
| Blason | Blasonnement : ¿?. Note : Les blasonnements de cette page sont tous issus de cet ouvrage qui cite également d'autres sources |